# Espérantine
 (mai 2021).
 (mai 2021).
 (mai 2021).
L'espérantine est un chocolat fourré à l'amande, à l'orange et à l'huile d'olive qui a la forme d’une feuille d'olivier de couleur verte. 
C'est une spécialité de Marseille , souvent présentée en rameau d'olivier avec des olivettes de Provence en chocolat.

## Goût
L'espérantine est un bonbon de chocolat noir où l'huile d'olive lie les ingrédients.
Cette confiserie  comporte du chocolat à 70% de cacao, pur beurre de cacao, des amandes douces et oranges confites broyées et mélangées à l'huile d'olive. L'extérieur est croquant et l'intérieur est moelleux.[passage promotionnel] L'intérieur ressemble à du massepain (ou une pâte d'amande) avec moins de sucre et sans blanc d'œuf.
L'huile d'olive est discrète mais sert d'exhausteur de goût : elle renforce les saveurs des fruits et apporte de la longueur en bouche.[passage promotionnel]

## Historique
Francesco Martorana a créé cette feuille d'olivier comme un message universel de paix et d'espérance en 1999, à l'occasion des 2600 ans de Marseille.
Ce chocolat est un retour aux origines de l'arrivée du cacao en Europe. Rapporté des Amériques par les Espagnols, le cacao fut au départ consommé en boisson chaude avec du sucre et de l'huile d'olive (la matière grasse par excellence de la Méditerranée), pour l'adoucir.
En 2000, l'espérantine a été primée pour sa recette et pour sa forme par le prix "cordon bleu" de la meilleure confiserie de France au Salon international Intersuc de Paris.
Ce chocolat artisanal s'est fait connaître sur les salons du chocolat  et les foires gastronomiques ainsi que sur les marchés de Noël.

## Variantes
Dix ans après la création de la feuille verte, a été créée une version au chocolat noir et à huile d'olive dite "en robe noire".
En 2019, à l'occasion des 20 ans de l'originelle, a été créée une version pralinée à l'huile d'olive.